# Física experimental
La física experimental dins del camp de la física, és la categoria de disciplines i subdisciplines relacionades amb l'observació de física de fenomens per tal de reunir dades de l'univers. Els mètodes varien d'una disciplina a una altra, a partir d'experiments i observacions simples, com l'experiment Cavendish, a altres més complexes, com el Gran Col·lisionador d'Hadrons.

## Descripció
La física experimental agrupa totes les disciplines de la física que s'ocupen de l'adquisició de dades, mètodes d'adquisició de dades, i la conceptualització detallada (més enllà d'experiments de laboratori. Sovint es posa en contrast amb la física teòrica, que es dedica a predir i explicar el comportament físic de la naturalesa de l'adquisició de coneixements sobre el tema.
Encara que la física experimental i la teòrica s'ocupen de diferents aspectes de la natura, totes dues comparteixen el mateix objectiu i tenen una relació simbiòtica. La primera proporciona dades sobre l'univers que poden ser analitzades, mentre la segona ofereix explicacions per les dades i, per tant, ofereix una visió sobre la forma d'adquirir millor les dades i com configurar experiments. La física teòrica també pot oferir informació sobre quines dades es necessiten per tal d'obtenir una millor comprensió de l'univers, i quins experiments dissenyar.

## Història
Com a camp independent, la física experimental es va establir a l'Europa moderna, durant la Revolució Científica, per físics com Galileo Galilei, Christiaan Huygens, Johannes Kepler, Blaise Pascal i Sir Isaac Newton. A principis del segle xvii, Galileu va fer un ampli ús de l'experimentació per validar les teories físiques, idea clau del mètode científic modern. Galileu formulà i provà amb èxit diversos resultats en la dinàmica, en particular, les lleis de la inèrcia, que més tard es va convertir en la primera de les Lleis de Newton. En les dues noves ciències de Galileu, un diàleg entre els personatges Simplici i Salviati discutien el moviment d'un vaixell com un marc en moviment i la forma en què la càrrega de la nau és indiferent al seu moviment. Huygens utilitza el moviment d'un vaixell al llarg d'un canal holandès per il·lustrar una forma primerenca de la conservació de l'impuls.
La física experimental es considera que va culminar amb la publicació de la Philosophiae Naturalis Principia Mathematica en 1687 per Sir Isaac Newton, detallant dues teories físiques integrals i reeixides: les lleis del moviment de Newton, de la qual sorgeixen mecànica clàssica i Llei de la gravitació universal, que descriu la força fonamental de la densitat. Ambdues teories són concordants amb l'experiment. El Principia també va incloure diverses teories de la dinàmica de fluids.
Des de finals del segle xvii en endavant, la termodinàmica va ser desenvolupada pels físics i químics Robert Boyle, Thomas Young i molts altres. En 1733, Daniel Bernoulli utilitza arguments estadístics amb la mecànica clàssica per obtenir resultats termodinàmics, iniciant el camp de la mecànica estadística. En 1798, Benjamin Thompson va demostrar la conversió del treball mecànic en calor, i en 1847 James Joule indica la llei de la conservació de l'energia, tant en forma de calor com en energia mecànica. Ludwig Boltzmann, al segle xix, és responsable de la forma moderna de la mecànica estadística.
A més de la mecànica clàssica i la termodinàmica, un altre gran camp de recerca experimental en física era la naturalesa d'electricitat. Les observacions en el segle 17 i XVIII pels científics com el Robert Boyle,  Stephen Gray i Benjamin Franklin creat una base per al treball posterior. Aquestes observacions també van establir la comprensió bàsica de la càrrega elèctrica i l'actual. En 1808 John Dalton va descobrir que els àtoms de diferents elements tenen diferents pesos i va proposar la moderna  teoria de l'àtom.
Va ser Hans Christian Ørsted, qui va proposar per primera vegada la connexió entre l'electricitat i el magnetisme després d'observar la desviació d'una agulla de la brúixola per un corrent elèctric propera. A principis de la dècada de 1830 Michael Faraday havia demostrat que els camps magnètics i elèctrics podrien generar uns als altres. En 1864 James Clerk Maxwell presentar a Reial Societat un conjunt d'equacions que descriuen la relació entre l'electricitat i el magnetisme. Equacions de Maxwell També va predir correctament que llum és una ona electromagnètica. A partir de l'astronomia, els principis de la filosofia natural van cristal·litzar en les fonamentals lleis de la física que van ser enunciats i millorat en els segles següents. Al segle xix, les ciències tenien segmentat en diversos camps amb investigadors especialitzats i el camp de la física, encara que lògicament preeminent, ja no podia reclamar la propietat exclusiva de tot el camp de la investigació científica.